# Waldemar Szarek
Waldemar Szarek (ur. 14 maja 1953 w Warszawie) – polski reżyser, scenarzysta i operator filmowy. W roku 1978 ukończył studia na Wydziale Operatorskim PWSFTviT w Łodzi.

## Wybrana filmografia
Scenariusz:
- To my (2000)
- Mów mi Rockefeller (1990)

Reżyser:
- Niepewność (2024)
- M jak miłość (2000)
- Na dobre i na złe (1999–2007)
- To my (2000)
- Spona (1998)[1]
- Sposób na Alcybiadesa (1997)
- Oczy niebieskie (1994)[2]
- Żegnaj Rockefeller (1993)
- Mów mi Rockefeller (1990)
- O rany, nic się nie stało!!! (1987)[3]
- Czuję się świetnie (1983)